# 隆加維峰

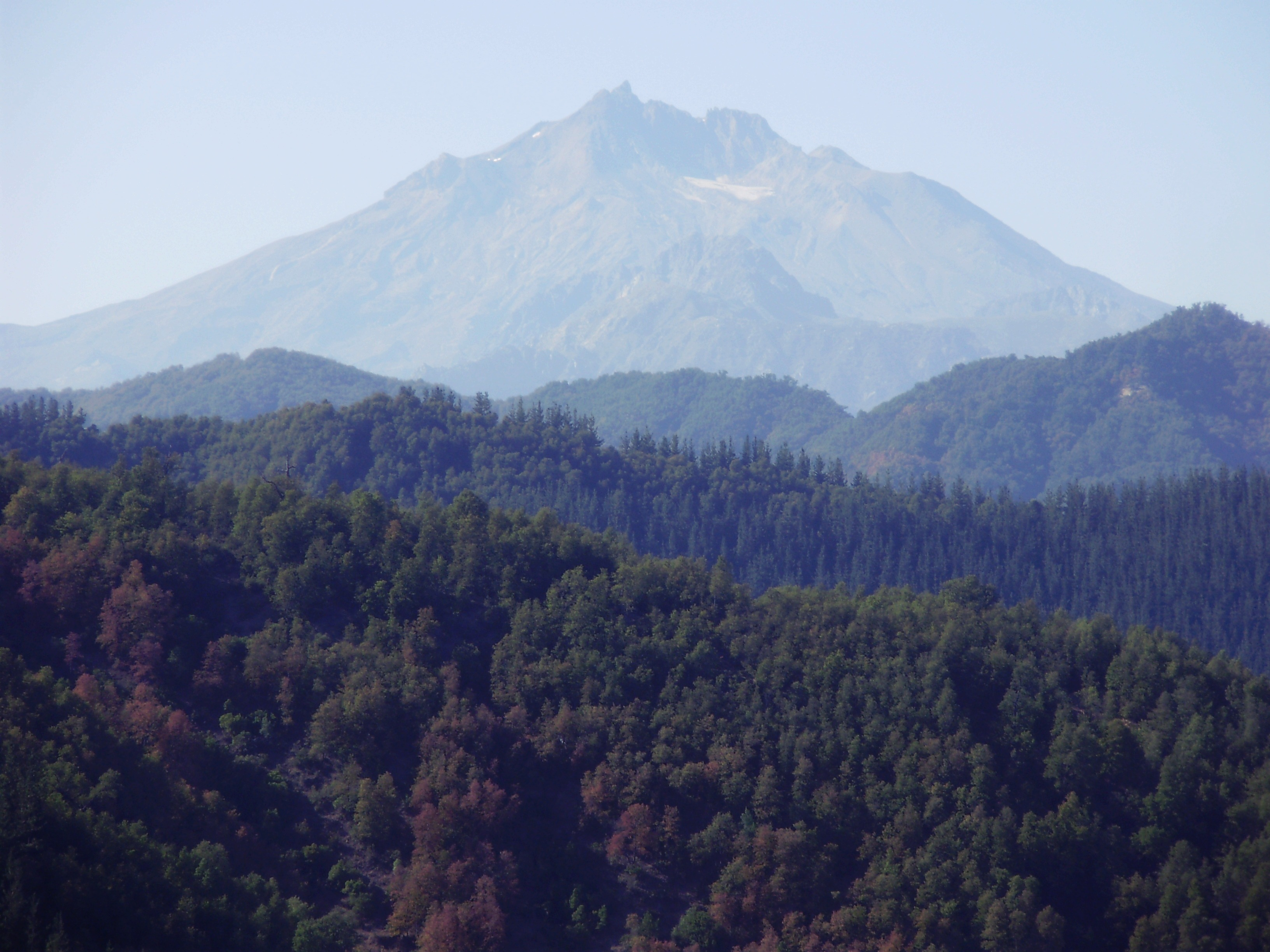

隆加維峰是智利的火山，位於該國中部馬烏萊大區，屬於安第斯山脈的一部分，海拔高度3,242米，最近一次火山噴發在公元前4890年左右發生。

## 外部連結
- Google map of Nevado de Longaví （页面存档备份，存于）